# Peligro
A Peligro („veszély”) Shakira kolumbiai énekesnő második albuma, 1993. március 25-én adták ki.  

## Az album dalai
1. "Eres"  (Shakira) – 5:02
2. "Último Momento"  (Eduardo Paz) – 4:56
3. "Tú Serás La Historia De Mi Vida"  (Desmond Child) – 4:52
4. "Peligro"  (Eduardo Paz) – 4:39
5. "Quince Años"  (Shakira) – 3:30
6. "Brujería"  (Eduardo Paz) – 4:08
7. "Eterno Amor"  (Eddie Sierra) – 4:47
8. "Controlas Mi Destino"  (Shakira) – 4:36
9. "Este Amor Es Lo Mas Bello Del Mundo"  (Eduardo Diaz) – 4:20
10. "1968"  (Shakira / Eduardo Paz) – 4:43